# 霍赫多夫-阿森海姆
霍赫多夫-阿森海姆是德国莱茵兰-普法尔茨州的一个市镇。总面积9.70平方公里，总人口3103人，其中男性1584人，女性1519人（2011年12月31日），人口密度320人/平方公里。